# Дом ЈНА у Ваљеву
Дом ЈНА или Дом војске у Ваљеву, јесте грађевина саграђена у првој половини 20. века. Објекат је споменик културе и непокретно културно добро Републике Србије.

## Опште информације
Здање се налази на углу улица Карађорђеве и Поп Лукине. Саграђено је у времену од 1928. до 1930. године за потребе Официрског дома, а по пројекту Вељка Милошевића.
Спратно здање Дома зидано је каменом и опеком (темељ и сокл су камени, а зидови од опеке). Грађевина је постављена на углу улица претварањем оштрог угла у ротонду која је завршена наглашеном куполом. Угаона ротонда преко хола повезује два бочна крила постављена на регулационим линијама улица. Грађевина је монументална по свом изгледу, са фасадама које су уређене у духу академизма, са истакнутим великим прозорским отворима симетрично постављеним у односу на централни део, на коме је изнад главног портала конзолно постављен балкон са балустерима који се као декоративни елементи понављају и у врху грађевине.
Уписана је у регистар Завода за заштиту споменика културе Ваљево 1990. године.